# 大槻りこ (ラジオパーソナリティ)
大槻 りこ（おおつき りこ、1970年〈昭和45年〉11月15日 - ）は、兵庫県尼崎市出身のラジオパーソナリティ、司会、ナレーター。ポルマーニ所属。

## 概要
J-WAVE開催のナビゲーターセミナー卒業生であり、J-WAVEの番組制作を経て、J-WAVE TRIALでラジオDJとしての道を歩み始める。以降、同局のワイド帯番組や、他局の番組も出演するようになる。

## 出演

### ラジオ番組
- J-wave TRAIAL（J-WAVE、1993年4月 - 1995年3月）
- singin'clock（J-WAVE、1994年4月 - 1997年3月）
- 週刊CHINTAI Presens TIME AFTER TIME
  - ※2001年からTIME FOR BRUNCHにタイトル変更（J-WAVE、1994年10月 - 2003年3月）
- TOKIO LIFE（J-WAVE、1997年10月 - 1998年9月）
- ON SATURDAY（J-WAVE、1997年4月 - 2001年3月）
- e-NITE（TBSラジオ、2000年10月 - 2003年3月）[2]
- e-NITE ANEX（TBSラジオ、2000年10月 - 2003年3月）
- J-WAVE HOLIDAY SPECIAL（J-WAVE、2002年5月3日）
- Catch the Music（TBSラジオ 吉祥寺PARCO WAVEサテライトスタジオ）
- 井原正巳のスポーツBOMBER!（TBSラジオ、2004年4月 - 2006年3月）
- 中嶋常幸のティーグラウンドへようこそ!（TBSラジオ、2004年10月 - ）
- St.Valentine's day SPECIAL（NACK5）
- 伊集院光 日曜日の秘密基地（TBSラジオ、2003年5月 - 同年9月） - アシスタント候補者の1人として週替わりで出演。
- RADIO JAPAN（JFN、2005年10月8日）
- VIVA! ACCESS（J-WAVE） - ピンチヒッター出演。
- BOOM TOWN（J-WAVE） - ピンチヒッター出演。
- Good Times Lucy（J-WAVE） - ピンチヒッター出演。

### CM
- 大和ハウス工業 （TV CM）
- ファンケル化粧品取り扱い説明　NA
- ファンケル （TV/Radio）
- CD NOW ON Sale NA 多数 （TV/Radio）
- ファンケル （TV/Radio）
- 東京電力 （Radio）
- TBSラジオ「TBS RADIO 聞けば見えてくる」Na （Radio）
- 週刊CHINTAI （Radio）

他

### ナレーション
- VOCHE Style（BSフジ）
- Yahoo!オークション　How to　VIDEO
- ANA　機内持ち込み荷物についてNA （機内＆空港内用）
- エクササイズサーキットDVD　NA
- TBSラジオ ステーションコール（時報前や番組開始前などに「TBSラジオ　954キロヘルツ」とアナウンスする）

　他

### テレビ番組
- クローゼットフリークショー（中京テレビ、1995年10月 - 1996年3月）